# Период (музыка)
Период в музыке — форма изложения законченной или относительно законченной музыкальной мысли, завершённая кадансом. Является наибольшей синтаксической и наименьшей композиторской единицей в музыке. Период несёт экспозиционную музыкальную функцию.

## Роль в форме
Период может быть как частью более крупной музыкальной формы, так и являться формой самостоятельного музыкального произведения.

## Схематическое обозначение
Для схематического обозначения периода используется запись, в которой дли́ны всех предложений записываются через "+". Например, период из 2 предложений, каждое из которых состоит из 4 тактов, можно записать следующим образом: 4+4.

## Размеры периода
От микроскопических (2+2) до грандиозных (например, скерцо Шопена h moll – 60+60)

## Классификация

### По тональному строению
- Однотональный,
- модулирующий — оканчивающийся в новой тональности[1] (чаще всего модуляция происходит в тональность I степени родства),
- модуляционный — содержащий отклонение в новую тональность.

### По замкнутости
- Замкнутый — заканчивается на тонике,
- разомкнутый — заканчивается не на тонике (чаще всего на доминанте).

### По степени расчленения
- Расчлененного строения,
- слитного строения.

### По тематизму
- Повторного строения,
- неповторного строения.

### По структуре
- Из 2 предложений;
  - Квадратный — число тактов в периоде = 2n (чаще всего 4, 8, 16), предложения равновеликие. Пример – начальный период 2-я части сонаты № 10 Бетховена (4+4);
  - Неквадратный — число тактов ≠ 2n;
    - Органически неквадратный — предложения равновеликие (n+n), и период не подходит под определение квадратного. Примеры: начальный период Largo e mesto сонаты для фортепиано № 7 Бетховена; опера Жизнь за царя, песня Вани "Как мать убили" (7+7);
    - Из неравновеликих предложений;
      - С усечённым (уменьшенным) вторым предложением (встречается достаточно редко). Пример – Бетховен, соната № 7, 2-я часть;
      - С расширенным вторым предложением (встречается чаще); чаще всего расширение достигается за счёт прерванного или неполного каданса, а «настоящий» полный совершенный каданс появляется позже. Пример – Чайковский, Вальс-скерцо для скрипки и фортепиано (16+20);
- Из 3 предложений (вопрос о квадратности не ставится). Пример – начальные периоды 1-х частей сонат № 5, № 6, № 27 Бетховена;
- Из 4 предложений ("сложный", или "двойной") — состоит из 2 больших предложений, каждое из которых в свою очередь состоит ещё из 2 предложений. Третье и четвёртое предложение практически полностью совпадают с первым и вторым соответственно, но четвёртое заканчивается другой каденцией (не такой, какой закончилось второе). Общий вид сложного периода — a + b1 + a + b2;
- Слитного строения ("единый") — период, который не делится на предложения, состоит из одного неделимого предложения. Пример – скерцо из сонаты № 6 Бетховена;
- Период-предложение — чаще всего возникает в сонатной форме; первое предложение – главная партия, а квазивторое предложение, повторное по тематизму, уже является связующей партией. Пример – начальный период 1-й части сонаты для фортепиано № 1 Бетховена.

### По повторенности
- Неповторенный,
- Повторенный — предполагается точный или варьированный повтор основных структурных единиц периода.

Принципиальная разница между повторенным и "сложным" периодом в том, что при повторении у последнего меняется каденция (или каденции), а у повторенного – нет.

### По симметрии (в гармоническом плане)
- Симметричный (например, 1-е предложение – T-D, а 2-е – D-T),
- несимметричный.

## Дополнение к периоду
У периода может быть дополнение — после полного совершенного каданса вводятся один или несколько дополнительных кадансов.

## Вокальный период
Вокальный период имеет ряд характерных особенностей:
- склонность к разомкнутости (остановке на доминанте),
- бо́льшая свобода в тематической повторности (порой повторность может быть лишь ритмическая),
- часто состоит из непродолжительных синтаксических единиц (т. е. деление не на предложения, а на фразы, мотивы или попевки),
- между синтаксическими единицами периода могут быть отыгрыши и проигрыши.

## Период с чертами других форм
Период может обладать чертами других музыкальных форм.

### Период с чертамипростой трёхчастной формы(период с "серединой").
Период из 3 предложений. 1-е и 3-е предложение сходны, а 2-е – развивающее или контрастное, напоминающее "середину" в простой трёхчастной форме.
Пример – Прокофьев, концерт для фортепиано с оркестром № 1, 2-я часть, тема вариаций.

### Период с чертамисонатной формы

#### Период, напоминающий экспозицию сонатной формы
1-е предложение – в духе главной партии, 2-е предложение – в духе побочной, а 3-е – заключительной.
Пример – соната Бетховена № 27.

#### Период с чертами сонатной формы безразработки
Период из 2 или 4 предложений, в котором возникают "сонатные рифмы":
1-е предложение состоит из 2 разделов, 1-й из которых опирается на тоническую функцию (напоминает главную партию в экспозиции), а 2-й – на доминантовую (напоминает побочную партию в экспозиции);
2-е предложение также состоит из 2 разделов, каждый из которых опирается на тоническую функцию (главная и побочная партии в репризе соответственно).
Общая схема – T-D + T-T  или  (T+D) + (T+T)
Пример – Ноктюрн Шопена № 19.

### Период с чертамирондо
Чаще всего состоит не из предложений, а из фраз и мотивов, которые строятся по принципу рондообразности: чередования рефрена и эпизодов.
Общая схема – A+B+A1+B1+A2 (количество может варьироваться)
Пример – Бетховен, соната № 21, 3-я часть, рефрен (A+B+A1+B1+A2).

### Период с чертамивариации
Под категорию попадают почти все повторенные периоды.
Пример – Шопен, ноктюрн № 2